# Pareuryaptus
Pareuryaptus is een geslacht van kevers uit de familie van de loopkevers (Carabidae). De wetenschappelijke naam van het geslacht is voor het eerst geldig gepubliceerd in 2008 door Dubault, Lassalle & Roux.

## Soorten
Het geslacht Pareuryaptus omvat de volgende soorten:
- Pareuryaptus adoxus (Tschitscherine, 1900)
- Pareuryaptus aethiops (Tschitscherine, 1900)
- Pareuryaptus annamensis (Jedlicka, 1962)
- Pareuryaptus cambodgiensis Dubault; Lassalle & Roux, 2008
- Pareuryaptus chalceolus (Bates, 1892)
- Pareuryaptus chalcodes (Andrewes, 1923)
- Pareuryaptus curtulus (Chaudoir, 1868)
- Pareuryaptus cyanellus (Tschitscherine, 1900)
- Pareuryaptus exiguus Dubault; Lassalle & Roux, 2008
- Pareuryaptus formosanus (Jedlicka, 1962)
- Pareuryaptus gilletti Dubault; Lassalle & Roux, 2008
- Pareuryaptus glastenvalum (Morvan, 1992)
- Pareuryaptus laolumorum Dubault; Lassalle & Roux, 2008
- Pareuryaptus lucidus (Andrewes, 1931)
- Pareuryaptus morosus (Tschitscherine, 1900)
- Pareuryaptus parvus Dubault; Lassalle & Roux, 2008